# Adolescence (miniserie)
Adolescence is een Britse miniserie uit 2025 geregisseerd door Philip Barantini en geschreven door Stephen Graham en Jack Thorne.

## Verhaal
De dertienjarige Jamie wordt gearresteerd voor de moord op een klasgenote. Voor de politie is het overduidelijk dat ze de dader hebben, maar de vader van Jamie is allerminst overtuigd.

## Rolverdeling
| Acteur             | Personage        |
| ------------------ | ---------------- |
| Stephen Graham     | Eddie Miller     |
| Owen Cooper        | Jamie Miller     |
| Ashley Walters     | DI Luke Bascombe |
| Faye Marsay        | DS Misha Frank   |
| Mark Stanley       | Paul Barlow      |
| Christine Tremarco | Manda Miller     |
| Amélie Pease       | Lisa Miller      |
| Hannah Walters     | Mrs. Bailey      |
| Jo Hartley         | Mrs. Fenumore    |
| Fatima Bojang      | Jade             |
| Kaine Davis        | Ryan Kowalska    |
| Amari Bacchus      | Adam Bascombe    |
| Erin Doherty       | Briony Ariston   |

## Afleveringen
| Nr. | Titel     | Regisseur        | Schrijver(s)                 | Originele uitzenddatum |
| --- | --------- | ---------------- | ---------------------------- | ---------------------- |
| 1 | Episode 1 | Philip Barantini | Jack Thorne & Stephen Graham | 13 maart 2025          |
| Rechercheur Luke Bascombe en brigadier Misha Frank leiden een politie-inval in het huis van de familie Miller: vader Eddie, moeder Manda, dochter Lisa en dertienjarige zoon Jamie. Ze arresteren Jamie op verdenking van moord en nemen hem mee naar het nabijgelegen politiebureau. Een huilende Jamie belijdt zijn onschuld terwijl hij wordt verhoord en naar een detentiecel wordt gebracht, terwijl zijn familie arriveert. Eddie stemt ermee in om Jamie's "toegewezen volwassene" te zijn en hem te vergezellen tijdens de fouillering en het verhoor. Eddie vraagt Jamie in vertrouwen of hij de misdaad heeft gepleegd en gelooft zijn ontkenning. Paul Barlow, de advocaat die is aangesteld om Jamie te vertegenwoordigen, arriveert en adviseert Jamie om niet te antwoorden op vragen over de vorige avond. Tijdens Jamie's formele verhoor onthullen Bascombe en Frank dat Jamie verschillende seksueel expliciete opmerkingen over vrouwelijke modellen op Instagram heeft gemaakt. Vervolgens wordt hij ondervraagd over zijn klasgenote Katie Leonard, wier vermoorde lichaam de avond ervoor op een parkeerplaats werd gevonden. Bascombe speelt CCTV-beelden af van Jamie die Katie doodsteekt voordat hij het interview beëindigt. Jamie en Eddie huilen in de verhoorkamer. Eddie deinst even terug wanneer Jamie hem aanraakt, voordat ze elkaar stevig omhelzen. |           |                  |                              |                        |
| 2 | Episode 2 | Philip Barantini | Jack Thorne & Stephen Graham | 13 maart 2025          |
| Drie dagen na de moord bezoeken Bascombe en Frank Jamie's middelbare school om met de klasgenoten van Jamie en Katie te praten, in de hoop Jamie's motief en de locatie van het moordwapen te achterhalen. Katie's beste vriendin Jade is vooral overstuur door de moord en weigert mee te werken met de agenten. Later valt ze Jamie's vriend Ryan aan en beschuldigt hem ervan Katie te hebben laten vermoorden. Wanneer Bascombe en Frank Ryan ondervragen, werkt hij aanvankelijk mee, maar al snel ontwijkt hij de vragen en verlaat hij de kamer wanneer het moordwapen ter sprake komt. Bascombes zoon Adam, een leerling van de school, vertelt zijn vader dat Katie opmerkingen heeft achtergelaten op Jamie's Instagram-pagina met behulp van een geheime emoji-taal om hem ervan te beschuldigen een incel te zijn, wat resulteerde in een cyberpestcampagne tegen hem. Terwijl Bascombe en Frank Ryan opnieuw proberen te ondervragen, vlucht hij door een raam en zit Bascombe hem de school uit achterna. Wanneer Ryan wordt gevat, onthult hij dat het mes waarmee Jamie Katie heeft neergestoken van hem was. Ryan wordt gearresteerd voor samenzwering, waarna Frank vertrekt om aanklacht tegen Jamie in te dienen. Bascombe haalt Adam op van school zodat ze meer tijd samen kunnen doorbrengen. Eddie bezoekt de plek waar Katie is vermoord om bloemen neer te leggen ter nagedachtenis.                                                                                 |           |                  |                              |                        |
| 3 | Episode 3 | Philip Barantini | Jack Thorne & Stephen Graham | 13 maart 2025          |
| Zeven maanden na de moord ontmoet forensisch psychologe Briony Ariston Jamie in een jeugdgevangenis om een voorlopig rapport over zijn geestelijke vermogens op te stellen. Briony verzekert Jamie dat haar enige doel is om zijn begrip van de omstandigheden rond de zaak te evalueren, niet de zaak zelf. Jamie raakt echter verwikkeld in een gespannen spel van overtroeven. Briony ondervraagt Jamie over zijn houding ten opzichte van vrouwen en zichzelf. Jamie vertelt dat Katie een toplessfoto had gemaakt voor een klasgenoot die ze aantrekkelijk vond, en dat die jongen die zonder haar toestemming door de school verspreidde. Dit kwetste Katie, en Jamie vroeg Katie mee uit, in de veronderstelling dat ze emotioneel kwetsbaar zou zijn en daardoor eerder zou instemmen. Ze wees hem af en plaatste vervolgens reacties op zijn Instagram-pagina. Gedurende het interview schommelt Jamies stemming tussen vriendelijk en agressief. Dit omvat een onbedoelde bekentenis van de moord en verschillende woede-uitbarstingen die Briony van haar stuk brengen. Nadat ze Jamie heeft verteld dat dit hun laatste sessie is, eist Jamie te weten of Briony hem persoonlijk leuk vindt, maar ze weigert te antwoorden, wat Jamie nog meer irriteert. De bewaker sleept Jamie uit de verhoorkamer, en Briony blijft zichtbaar geschokt achter. |           |                  |                              |                        |
| 4 | Episode 4 | Philip Barantini | Jack Thorne & Stephen Graham | 13 maart 2025          |
| Dertien maanden na de moord proberen de Millers hun normale leven terug op te pikken, terwijl Jamie wacht op zijn proces. Op Eddies vijftigste verjaardag wordt zijn busje door tieners onder de verf gespoten. Eddie is van plan om Manda en Lisa later die dag mee te nemen naar de bioscoop om de stemming te verlichten, maar ze gaan eerst naar een bouwmarkt om de verf van het busje te verwijderen. Daar raakt Eddie nog meer van streek wanneer een medewerker hem herkent en ongemakkelijk zijn steun uitspreekt voor Jamie. Eddie koopt wat verf om het busje opnieuw te coaten. Buiten ziet hij de tieners die het busje hebben beklad en bedreigt hen woedend voordat hij uit woede de inhoud van de verfpot over zijn busje gooit. Op weg naar huis belt Jamie en kondigt aan dat hij van plan is schuldig te pleiten. Thuis verwerken Eddie en Manda Jamie's benarde situatie en geven zichzelf de schuld dat ze geen aandacht hebben besteed aan zijn online radicalisering. Lisa voegt zich bij hen en betuigt haar steun aan Eddie's beslissing om het gezin niet te verhuizen, wetende dat hun band met Jamie hen uiteindelijk zou achtervolgen. Ze besluiten later een film te huren om de dag weer goed te maken, terwijl Manda en Lisa vertrekken om het ontbijt klaar te maken. Alleen stort Eddie in op Jamie's bed. Hij stopt een teddybeer in, kust zijn kop en zegt: "Het spijt me, jongen, ik had het beter moeten doen", voordat hij zich bij zijn familie voegt. |           |                  |                              |                        |

## Achtergrond
De serie werd geregisseerd door Philip Barantini en geproduceerd door Jo Johnson. Voor de productie werkte onder andere Brad Pitt, Jeremy Kleiner en Dede Gardner mee als uitvoerende producenten. Het scenario van de serie werd geschreven door Stephen Graham en Jack Thorne. Graham kwam op het idee voor de serie nadat er meerdere politiezaken voorbij waren gekomen waarbij tienermeisjes in het Verenigd Koninkrijk werden neergestoken door leeftijdsgenoten. Hierop besloot hij een drama te maken waarin hij de motivatie van extreme gewelddaden tegen meisjes door jonge jongens onderzocht.
De opnames van de serie gingen in juli 2024 van start in het Verenigd Koninkrijk. Er werd onder andere gefilmd in South Kirby, South Elmsall en Sheffield in Yorkshire. Iedere aflevering van de serie is in één volledig take opgenomen, zonder dat er geknipt wordt of een overgang met digitale animatie gecreëerd wordt. Hierdoor werd iedere aflevering rond de tien keer volledig opgenomen. Hoofdrollen in de serie zijn weggelegd voor onder anderen Stephen Graham, Ashley Walters, Faye Marsay en Owen Cooper.

## Release en ontvangst
Adolescence ging op 13 maart 2025 in zijn geheel in première op streamingdienst Netflix. De serie werd door recensenten positief ontvangen. Zowel Veronica Superguide, als Humo en Moviemeter zijn lovend over de miniserie. Met name wordt geprezen dat de vier afleveringen die elk diepgaand ingaan op de persoonlijkheden van de nauw betrokkenen, telkens in één take zijn opgenomen. Deze filmische benadering is tamelijk uitzonderlijk en hier met beklemmend effect toegepast. Brits Premier Keir Starmer schreef op Twitter: "Als vader kwam het kijken naar Adolescence met mijn tienerzoon en -dochter hard binnen."  De miniserie werd gratis beschikbaar gesteld voor weergave op middelbare scholen in het Verenigd Koninkrijk na de steun van Starmer.
In zeventien dagen tijd trok de serie 96,7 miljoen kijkers. Daarmee stond het op dat moment op de negende plaats van best bekeken Engelstalige Netflix-series ooit.